# Джорджо II Гизи
Джорджо II Гизи (Giorgio II Ghisi) (ум. 1344/45 или 1352) — сеньор Тиноса и Микеноса, триарх южной части Эвбеи (Негропонта).
Сын Бартоломео II Гизи (ум. 1341).
В ходе наметившегося сближения с каталонцами в 1326 или 1327 году женился на Симоне Арагонской, дочери генерального викария Афинского герцогства Альфонсо Фадрике Арагонского. В качестве приданого получил каштелянию Сент-Омер в Фивах.
В 1341 г. наследовал отцу в качестве сеньора Тиноса и Микеноса, триарха северной части Эвбеи.
В 1343 году по просьбе папы Клемента VI снарядил галеру для участия в первом Смирненском крестовом походе (Smyrniote crusade) против турецкого эмира Смирны в составе объединённого флота герцога Наксоса Джованни I Санудо и Бальцана Гоццадини, правителя двух триархий Негропонта.
Некоторые историки предположили, что он персонально участвовал в походе 1344/45 года и погиб вместе с Генрихом Астийским, Мартино Цаккариа и венецианским адмиралом Пьетро Цено. В доказательство они приводят тот факт, что Джорджо Гизи после этого ни в каких документах прижизненно не упоминается.
Однако Карл Хоф (Karl Hopf) датой его смерти указывает 1352 год, безо всяких тому доказательств.
Джорджо II Гизи наследовал сын — Бартоломео III Гизи (ум. 1383/90), до совершеннолетия находившийся под опекой матери.